# Cristóbal-Colón-Klasse
Die Cristóbal-Colón-Klasse ist eine Hopperbagger-Schiffsklasse der Jan de Nul Group.

## Beschreibung
Die Schiffe wurden 2009 und 2010 auf der Werft Construcciones Navales del Norte in Bilbao für die Jan de Nul Group gebaut. Sie sind seitdem die größten Saugbagger der Welt. Die Schiffe sind mit zwei Saugrohren ausgestattet. Der Durchmesser der Saugrohre beträgt 1,3 m. Die Kapazität der Schiffe, die in bis zu 155 m tiefem Wasser eingesetzt werden können, beträgt 46.000 Kubikmeter.
Die Schiffe werden vor allem für die Sandvorspülung genutzt. Die Cristobal Colon wurde unter anderem für den Ausbau des Hafens von Cuxhaven eingesetzt.
Der Antrieb erfolgt durch zwei Viertakt-Sechzehnzylinder-Dieselmotoren von MAN B&W (Typ: 48/60B) mit jeweils 19.200 kW Leistung. Die Motoren wirken über Untersetzungsgetriebe auf zwei Verstellpropeller. Sie erreichen bis zu 18 kn. Die Schiffe verfügen über drei Querstrahlsteueranlagen, von denen sich zwei im Bug- und eine im Heckbereich der Schiffe befindet.
Für die Stromerzeugung stehen zwei Wellengeneratoren mit jeweils 14.800 kW Leistung (18.500 kVA Scheinleistung). Weiterhin wurde ein Dieselgenerator mit 2.820 kW Leistung (3.525 kVA Scheinleistung) sowie ein Notgenerator mit 280 kW Leistung (350 kVA Scheinleistung) verbaut.
An Bord der Schiffe, die unter der Flagge Luxemburgs betrieben werden, ist Platz für 46 Personen.

## Schiffe
| Bauname         | Baunummer | IMO-Nummer | Kiellegung Stapellauf Ablieferung       | Verbleib    | Bild                                 |
| --------------- | --------- | ---------- | --------------------------------------- | ----------- | ------------------------------------ |
| Cristóbal Colón | 332       | 9429572    | 4. Juli 2008 24. Juni 2009              | so in Fahrt | „Cristóbal Colón“ vor dem Stapellauf |
| Leiv Eiriksson  | 334       | 9429584    | August 2008 September 2009 7. Juni 2010 | so in Fahrt | „Leiv Eiriksson“ in Danzig           |

## Dokumentationsfilm
- Superschiffe – Hightech-Bagger Cristóbal Colón (Mighty Ships: Cristobal Colon), Staffel 3, Folge 3[5][6]